# 10 vor Wien
10 vor Wien ist der Name und die Marke einer Region auf Gemeindeebene im österreichischen Bundesland Niederösterreich. Trägerorganisation ist der Verein Regionalentwicklungsvereines „10 vor Wien – Donau Raum Weinviertel“.
Geographisch und räumlich wird die Kleinregion im Weinviertel, im Einzugsbereich der Stadt Wien, durch den Rußbach, den Rohrbach und die Donau festgelegt.

## Geschichte
Am 24. März 2006 fand im Grunerhof in Leobendorf die Generalversammlung des Regionalentwicklungsvereines „10 vor Wien – Donau Raum Weinviertel“ statt. Vertreter der elf Mitgliedsgemeinden wählten als Sprecher der Region den Landtagsabgeordneten Hermann Haller und den Bürgermeister von Korneuburg Wolfgang Peterl. Finanzreferent ist Bürgermeister Helmut Laab aus Stockerau und Schriftführer Leopold Steindl aus Harmannsdorf-Rückersdorf.

## Gemeinden
Elf Gemeinden sind Mitglied des Regionalentwicklungsverein „10 vor Wien – Donau Raum Weinviertel“.
- Bisamberg
- Enzersfeld
- Großrußbach
- Hagenbrunn
- Harmannsdorf
- Korneuburg
- Langenzersdorf
- Leobendorf
- Spillern
- Stetten
- Stockerau

## Leitbild
Die Kleinregion definiert sich als eigenständige, lebenswerte und innovative Stadt-Land-Region vor den Toren Wiens.
In das Leitbild wurde ein kostengünstiges, bedarfsorientiertes Verkehrssystem aufgenommen. Zukünftig soll ein öffentliches Verkehrsangebot entstehen, welches die Bürger zum Umsteigen motiviert. Als weiteres Projekt der Kleinregion wird die Ausdehnung des erfolgreichen Jugend – Shuttlebus Projektes auf alle 11 Mitgliedsgemeinden der Region in Angriff genommen.
Ein moderates Wachstum mit behutsamer Siedlungsentwicklung und koordinierten Wirtschaftsräumen sowie die Sicherung von Kultur-, Freizeit- und Naherholungseinrichtungen für die Bewohner sind ebenfalls Bestandteile des Leitbild. Die Bewohner der Region sollen sich mit ihrer Region identifizieren und die Kultur-, Freizeit- und Naherholungseinrichtungen der Region nutzen.
Eine gemeinsame Vermarktung soll das vorhandene Angebot auch dem städtischen Gast bekannt machen.

## Projekte

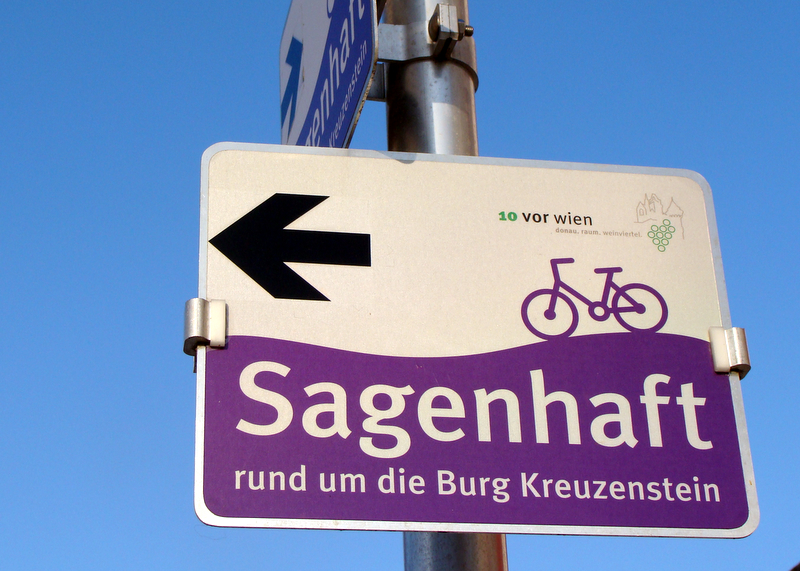
Radweg „Sagenhaft – Rund um die Burg Kreuzenstein“

Die wichtigsten Projekte der Kleinregion sind:
Logo und Name für die RegionZiel ist die Stärkung des Zusammengehörigkeitsgefühl sowie die Erhöhung des Wiedererkennungsmerkmal in der Kleinregion.
RadroutennetzAls bereits umgesetzt können die beiden Radwege Kreuttalroute und Sagenhaft rund um die Burg Kreuzenstein als erledigt betrachtet werden.
Kleinregionales Öffentliches VerkehrskonzeptIn der Kleinregion soll zukünftig ein öffentliches Verkehrsangebot bestehen, das die Bürger zum Umsteigen motiviert.
„Mobilität 10 vor Wien“: Optimierung von Verkehrsverbindungen bzw. Mobilitätsmöglichkeiten in der Kleinregion sowie Angebotsverbesserung und Komforterhöhung sollen die Akzeptanz erhöhen und allgemein zur umweltfreundlichen Gestaltung der Mobilität beitragen.
„Regionalzug 10 vor Wien“Ein Regionalzug der ÖBB (Wien–Retz) mit dem Namen Kleinregion 10 vor Wien soll für Kleinregions- und Gemeindeveranstaltungen sowie für Ausflugstipps zur Verfügung stehen.
„Jugend-Shuttlebus“Ein von der Jugend erarbeitetes und damit auch für die Jugend maßgeschneiderter Shuttleservice, welches den Jugendlichen ermöglicht, sicher zu den diversen Festen und auch sicher wieder nach Hause gebracht zu werden, war so erfolgreich, dass es jetzt als Herzeigeprojekt und Vorbild für das ganze Land Niederösterreich gilt. Mittlerweile umfasst das Gebiet 17 Gemeinden im Bezirk Korneuburg mit über 40 Ortschaften.
Fossilienwelt WeinviertelEine weltweit einzigartige Fossil-Lagerstätte wurde am 5. Juni 2009 für die interessierten Besucher dauerhaft zugänglich gemacht. Es handelt sich um das weltweit größte erhaltene Austernriff, welches bereits 17 Millionen Jahre alt ist.
LeaderregionDie Förderung der ländlichen Entwicklung und Schaffung einer intelligenten, energieautarken Region sollen mit den Schwerpunkten Landwirtschaft als Produktenlieferant für Wirtschaft/Handel und Weiterbildung/Qualifizierung ermöglicht werden.
Das Budget der Kleinregion betrug für das Jahr 2006 € 120.000,--.